# 維托里奧·安布羅西奧

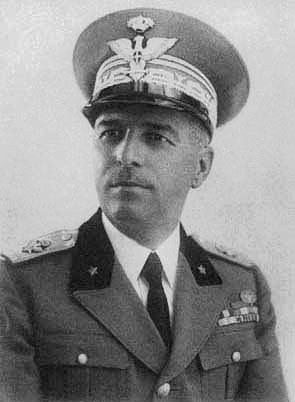
维托里奥·安布罗西奥

维托里奥·安布罗西奥（義大利語：Vittorio Ambrosio，1879年7月28日—1958年11月19日），意大利军官、将军。
出生在都灵。1896年加入意大利皇家军队，进入摩德纳军事学院学习，后成为骑兵指挥官。曾先后参与过意土战争、第一次世界大战、第二次世界大战。
1941年，安布罗西奥率领意大利军队，配合德军入侵南斯拉夫。